# Walker River
Der Walker River ist ein Fluss im Westen des US-Bundesstaates Nevada. Die zwei Quellflüsse West Walker River und East Walker River des Walker River entspringen südöstlich des Lake Tahoe in der Sierra Nevada auf kalifornischem Gebiet und vereinigen sich in Nevada, bevor der Fluss Yerington erreicht. Der Walker River fließt von der Sierra Nevada ins Große Becken, wobei er zunächst nördlich ausgerichtet ist, dann in Richtung Südsüdost dreht, um schließlich in den Walker Lake zu münden. Der Flusslauf liegt in den Countys Mineral County und Lyon County. Zusammen mit dem Truckee River und dem Carson River (beide nördlich des Walker River) dient er der Wasserversorgung und Bewässerung der ariden Umgebung, wodurch zwischen 1882 und 2010 der Wasserstand des Walker Lake um 49 m sank. Der Fluss ist nach Joseph R. Walker benannt, der in den 1830er und 1840er Jahren die Gegend erkundete.

## Geschichte
Das Gebiet des Walker River war wohl schon vor mehr als 10.000 Jahren von Menschen besiedelt. Der erste Weiße, der den Fluss erreichte, war wahrscheinlich der Trapper Peter Skene Ogden, der die Gegend im Auftrag der Hudson’s Bay Company 1828–29 erkundete. 1833 führte Joseph R. Walker eine Gruppe von Männern auf dem Weg nach Kalifornien entweder den Carson River oder den Walker River hinauf in die Sierra Nevada; diese Route war die Grundlage des später so genannten California Trail. John C. Frémont benannte den Walker Lake nach Joseph R. Walker; das United State Geographic Board benannte später den Fluss ebenfalls nach Walker.